# Ассоциация норвежских критиков
Ассоциация норвежских критиков (норв. Norsk kritikerlag) — членская организация, созданная для объединения критиков Норвегии в целях защиты их профессиональных и экономических интересов. Призван способствовать повышению качества и независимости критики. К 1 февраля 2011 года в Ассоциации состояло 344 члена.
В нынешнем виде Ассоциация норвежских критиков образовалась в 1998 году в результате слияния трёх независимых объединений. Ассоциация норвежских театральных и музыкальных критиков (норв. Norsk Teater- og Musikkritikerlag) была основана ещё в 1927 году главным редактором Dagbladet Эйнаром Скавланом, получив название Союза норвежских театральных и музыкальных критиков (норв. Norsk Teater- og Musikkritikerforening). Ассоциация норвежских литературных критиков (норв. Norsk Litteraturkritikerlag) была учреждена в 1946 году группой из 11 литературных критиков, пожелавших объединиться. Многие из учредителей сейчас широко известны по литературным дебатам.[кто?] Ассоциация норвежских художественных критиков (норв. Norsk kunstkritikerlag) была создана в 1949 году; обстоятельства объединения неясны.
Офис Ассоциации норвежских критиков располагается в усадьбе Гарманна — одном из старейших сохранившихся зданий Осло, построенном, по некоторым данным, в 1622 году, ещё до пожара, уничтожившего Осло в 1624 году.